# Grateful Dead (album)
Grateful Dead je koncertní album americké rockové skupiny Grateful Dead, vydané v roce 1971 u Warner Bros. Records.

## Seznam skladeb

### Strana 1
1. "Bertha" (Jerry Garcia, Robert Hunter) – 5:27
2. "Mama Tried" (Merle Haggard) – 2:42
3. "Big Railroad Blues" (Noah Lewis) – 3:34
4. "Playing in the Band" (Bob Weir, Hunter) – 4:39

### Strana 2
1. "The Other One" (Bill Kreutzmann, Weir) – 18:05

### Strana 3
1. "Me and My Uncle" (John Phillips) – 3:06
2. "Big Boss Man" (Al Smith, Luther Dixon) – 5:12
3. "Me and Bobby McGee" (Kris Kristofferson, Fred Foster) – 5:43
4. "Johnny B. Goode" (Chuck Berry) – 3:42

### Strana 4
1. "Wharf Rat" (Garcia, Hunter) – 8:31
2. "Not Fade Away" (Buddy Holly, Norman Petty) / "Goin' Down The Road Feeling Bad" (traditional) – 9:14

## Sestava

### Grateful Dead
- Jerry Garcia - sólová kytara, zpěv
- Bob Weir - rytmická kytara, zpěv
- Phil Lesh - basová kytara, zpěv
- Bill Kreutzmann - bicí
- Ron "Pigpen" McKernan - varhany, harmonika, zpěv

### Host
- Merl Saunders - varhany v "Bertha", Playing in the Band" a "Wharf Rat"